# Louis Buchalter

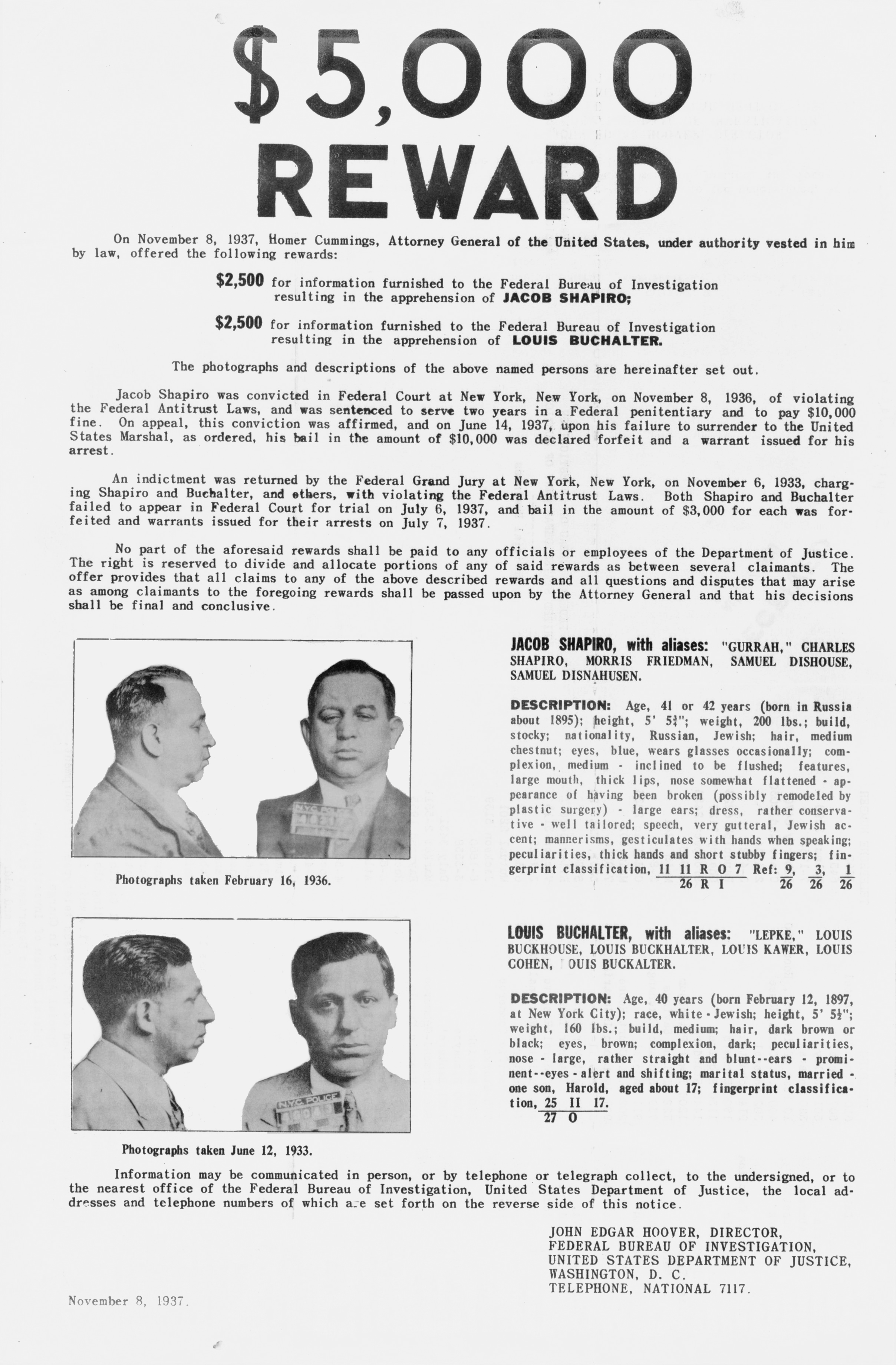
List gończy za Jacobem Shapiro i Louisem Buchalterem z 1937 roku

Louis „Lepke” Buchalter (ur. 12 lutego 1897 w Nowym Jorku, zm. 4 marca 1944 w Ossining) – amerykański gangster żydowskiego pochodzenia, działający w latach 30. w Stanach Zjednoczonych.

## Życiorys
Urodził się 12 lutego 1897 jako syn Barnetta i Ross Buchalterów, w rodzinie emigrantów z Rosji mieszkających w dolnej wschodniej części Manhattanu. Miał dwóch braci i czworo rodzeństwa przyrodniego (dwie siostry i dwóch braci). Jeden z jego braci był dentystą, drugi rabinem. W młodości zaczął używać przydomka „Lepke”, będącego wersją „Lepkeleh”, co oznacza „mały Louis”. W 1910 zmarł jego ojciec; matka z trzema synami zamieszkała w dzielnicy Williamsburg. Uczęszczał tam do Public School no 94, 28 czerwca 1912 otrzymał świadectwo jej ukończenia.
W 1912 został aresztowany po raz pierwszy, za udział w walce gangów na dolnym Manhattanie. W 1919 roku, jako 22-latek, odbył już dwa wyroki więzienia.
Po wyjściu na wolność razem z przyjacielem z dzieciństwa Jacobem Shapiro przejął kontrolę nad związkami pracowników branży odzieżowej w dolnej wschodniej części Manhattanu. Z czasem rozszerzyli działalność m.in. na dostawy pieczywa.
We wczesnych latach 30., Charles „Lucky” Luciano, Lepke i John „Johny the Fox” Torrio utworzyli luźny sojusz. Wspólnicy Luciano, Benjamin „Bugsy” Siegel i Meyer Lansky utworzyli Murder, Inc., grupę zabójców z Brooklynu. Wkrótce kontrolę przejęli Lepke i Albert „Mad Hatter” Anastasia, podczas gdy Siegel i Lansky zajmowali się wykonywaniem zleceń w całych Stanach.
Lepkemu przypisuje się odpowiedzialność za blisko sto zabójstw. Na jego rozkazy zabijali m.in. Abe „Kid Twist” Reles, Seymour „Blue Jaw” Magoon, Frank „Dasher” Abbandando, Harry „Happy” Maione, Albert „Tick-Tock” Tannenbaum i Harry „Pittsburgh Phil” Strauss. Najsłynniejszymi ofiarami Murder, Inc. byli Dutch Schultz i Louis „Pretty” Amberg, zamordowani 23 października 1935.
W połowie lat 30. wszczęto przeciwko Lepkemu dochodzenie FBI w sprawie jego związków z biznesem narkotykowym; specjalny prokurator z Nowego Jorku Thomas Dewey zamierzał go oskarżyć o działalność stricte mafijną. Lepke został skazany na 14 lat i osadzony w United States Penitentiary, Leavenworth. Potem wyrok wydłużono do 30 lat. W 1940 roku wytoczono kolejny proces w sprawie morderstwa z 13 września 1936 roku, gdy ludzie Lepkego, działając na jego zlecenie, zastrzelili właściciela cukierni Josepha Rosena. Lepkego pogrążyły zeznania Abe’a Relesa, który współpracował z FBI jako informator. 30 października 1940 roku Lepkego oskarżono o zabójstwo pierwszego stopnia. Został skazany w grudniu 1941 roku, egzekucję na krześle elektrycznym wykonano 4 marca 1944 w więzieniu Sing Sing. Tego samego dnia na krześle stracono dwóch współpracowników Lepkego: Emanuela „Mendy” Weissa i Louisa Capone. Pochowany jest na Mount Hebron Cemetery we Flushing, Queens County.

## Lepke w kulturze popularnej
O życiu gangstera opowiadał film 1975 Lepke z Tonym Curtisem w roli tytułowej. David J. Stewart zagrał go w filmie Murder Inc. z 1960, Gene Roth i Joseph Ruskin w serialu Nietykalni, John Vivyan i Shepherd Sanders w serialu  The Lawless Years. Pojawił się także w filmie Gangster Wars Rona Maxa z 1981 roku.
W tomiku poezji Roberta Lovella Life Studies (1959) znalazł się wiersz „Memories of West Street and Lepke”,